# ザルツブルク州

ザルツブルク州
Salzburg

ザルツブルク州（ザルツブルクしゅう、ドイツ語: Salzburg  発音）は、オーストリア共和国を構成する9つの連邦州のひとつ。州都は同名のザルツブルク市。ドイツ語で特に区別して表記する場合、ザルツブルク州は Land Salzburg あるいは Salzburger Land、市は Stadt Salzburg とする。

## 地理
オーストリア全土約84,000km2の8.3%にあたる7,150 km2の面積を占める。人口は約53万人で、オーストリア全人口の6.4%である。最大の都市は州都のザルツブルク。
オーストリアの中央やや西よりに位置し、北東でオーバーエスターライヒ州と、東でシュタイアーマルク州と、南でケルンテン州と、チロル州の東チロルと、西でチロル州の北チロルと、北でドイツのバイエルン州と接する。南西ではかつてオーストリア領であったが今日ではイタリア領ボルツァーノ自治県となっている南チロルと接する。

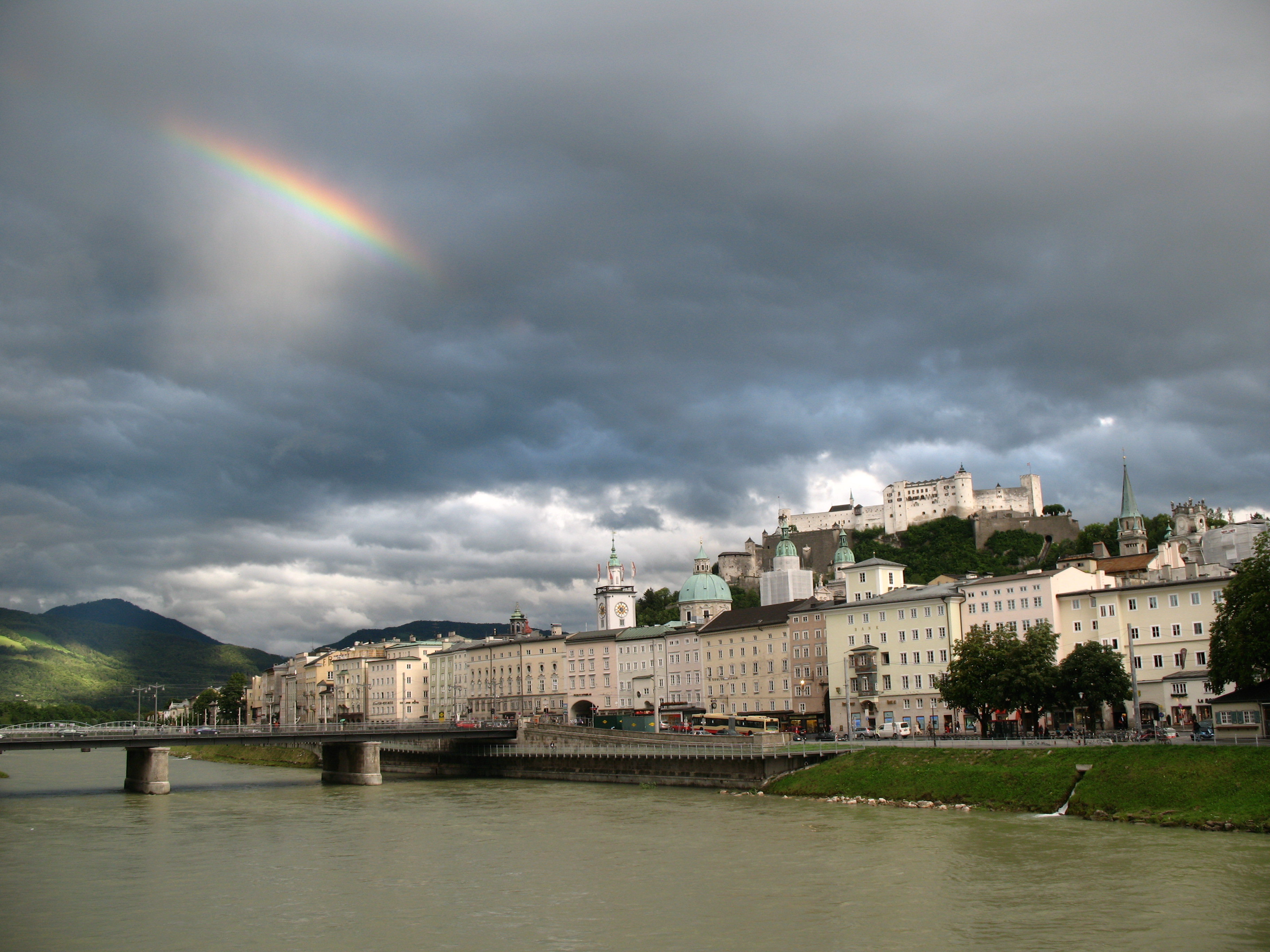
ザルツァッハ川からホーエンザルツブルク城を臨む

州の大部分がアルプス山脈北東部にあたり、州内を南西から北へ逆L字に流れるザルツァッハ川沿いに都市が発展してきた。南部にケルンテン州、チロル州の東チロルとまたがって、オーストリア最高峰のグロースグロックナー山がある。また北東部のザルツカンマーグートは、ザルツカンマーグート地方のハルシュタットとダッハシュタインの文化的景観として世界遺産に登録されている。

## 歴史

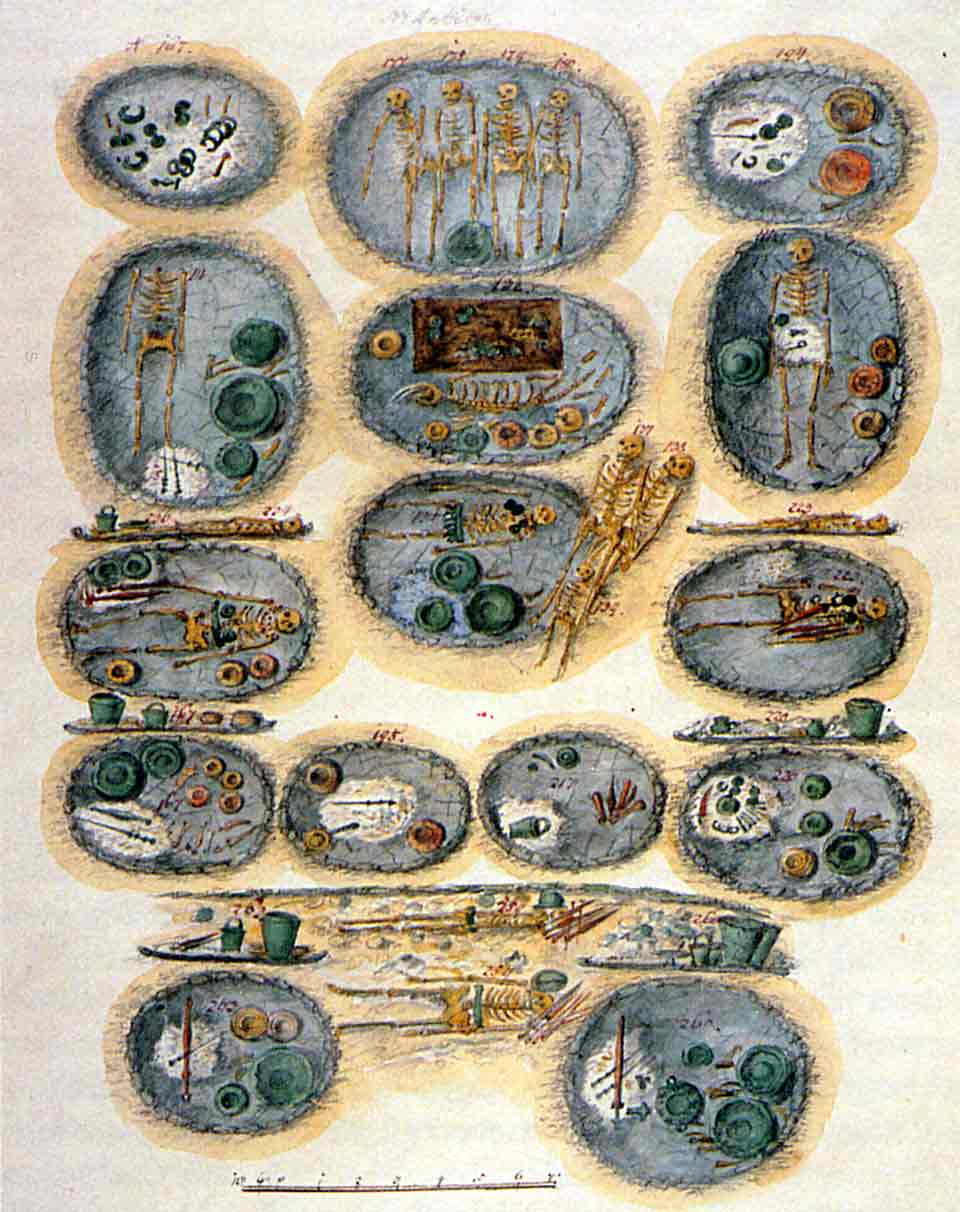
ハルシュタット文化の墓の遺跡のスケッチ

現在のザルツブルク州に人類が居住を始めたのは、新石器時代にさかのぼる。続く青銅器時代と鉄器時代にはケルト人によるハルシュタット文化が栄えていた。
ローマ帝国は紀元前15年にこの地を征服しノリクム属州を置いた。ノリクムからは塩・金・鉄そして毛皮が輸出され、イタリア半島からはオリーブオイルやワインなどが輸入された。5世紀にはゴート族・ヴァンダル族・アラン族そしてフン族の侵入を受けた。「ノリクムの使徒」と呼ばれる聖セヴェリノが活動したのもこの頃である。476年には西ローマ帝国が滅亡し、6世紀にはバイエルン人が定住するようになった。

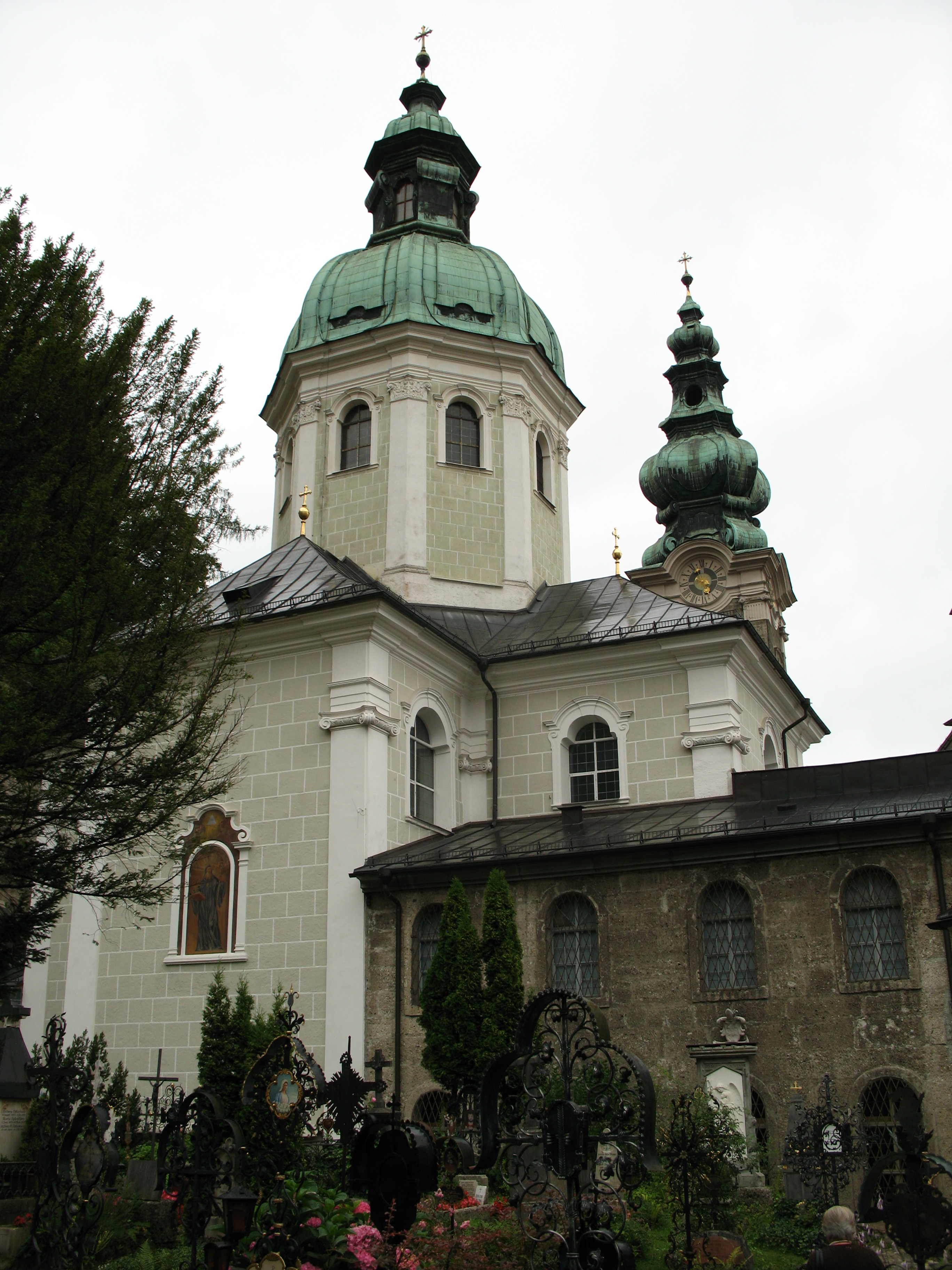
現在のザンクト・ペーター修道院

7世紀末、ヴォルムス司教だった聖ルーペルトは、バイエルン部族大公のテオド2世に洗礼を施し、領地の寄進を受けてローマ都市ユヴァウムの跡地にザンクト・ペーター修道院を建立した。彼は初代ザルツブルク司教とみなされている。
798年、ローマ教皇レオ3世はザルツブルク司教アルノを大司教へと昇格させバイエルンの四司教の上においたため、ザルツブルクはヨーロッパにおける伝道の中心地となった。ザルツブルク大司教は東方のスラヴ人（カランタニア）への宣教を行い、またアギロルフィング家の歴代バイエルン部族大公からの寄進もあって領地を拡大していった。東方への拡張は907年に大司教ディートマール1世がマジャル人との戦いで敗死すると中断したが、955年に東フランク王オットー1世がレヒフェルトの戦いでマジャル人を破ると再開された。
中世初期の叙任権闘争において、大司教ゲプハルト（在位: 1060年 - 1088年）やコンラート1世（在位: 1106年 - 1147年）は教皇派であったため追放され客死を余儀なくされた。しかし1200年に即位したエーバーハルト2世（在位: 1200年 - 1246年）は神聖ローマ皇帝フリードリヒ2世を支持し、彼の下で世俗支配権の強化と領地の大幅な拡大に成功した。このためエーバーハルト2世は「領邦ザルツブルクの父」と称されている。

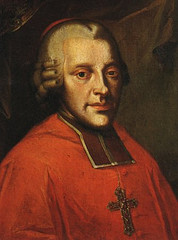
最後の領主大司教となったヒエロニュムス・フォン・コロレド伯爵。モーツァルトの最初のパトロンとしても知られる

1803年、帝国代表者会議主要決議によって神聖ローマ帝国の聖界諸侯は世俗化されることになった。大司教ヒエロニュムス・フォン・コロレドも領主権を失い、代わって元トスカーナ大公フェルディナントを君主初代としてザルツブルク選帝侯国が設けされた。しかし1805年のプレスブルクの和約において、オーストリア帝国がチロルなどをフランス帝国側に割譲した補償としてザルツブルクを獲得することになった。フェルディナントはヴュルツブルク選帝侯国を与えられ、ザルツブルクはオーストリアの一州となった。続くシェーンブルンの和約（1809年）でザルツブルクはバイエルン王国へ割譲されたものの、ウィーン会議によってオーストリアへ復帰した。後のオーストリア共和国の領域は、ハプスブルク帝国のドイツ人地域が基になっているが、ザルツブルク州の領域がハプスブルク領となるのはこの時代からで、最も獲得が遅い地域であった。
第一次世界大戦に敗れたオーストリア＝ハンガリー帝国はパリ講和会議によって民族自決に基づき解体されたが、ドイツ人が多数を占めるザルツブルク州はオーストリア第一共和国の連邦州に留まった。1920年にマックス・ラインハルトの提案したザルツブルク音楽祭が始まり、ザルツブルクは観光産業が発展してゆく。
1938年にナチス・ドイツはオーストリアと合邦し（アンシュルス）、翌年ザルツブルク帝国大管区を設置した。ドイツが第二次世界大戦に敗れた後、ザルツブルクはアメリカ軍の占領下に置かれたが、1955年にオーストリアは連合国との間にオーストリア国家条約を調印して独立を回復した。
1995年にオーストリアが欧州連合に加盟したため、バイエルン州との国境における入国手続きが簡略化され、ドイツをはじめとする各国との交流が活発化している。また1996年にはザルツブルク市の旧市街がザルツブルク歴史地区としてユネスコの世界遺産に登録された。

## 政治
ザルツブルク州の州議会（Landtag）の定数は36議席で、任期は5年である。伝統的にオーストリア国民党（ÖVP）が強く、1945年から2004年までの州首相は一貫して同党から輩出されてきた。2004年の州議会選挙では5議席増と躍進したオーストリア社会民主党（SPÖ）が第一党となり、同党のガブリエレ・ブルクシュターラーがザルツブルク州初の女性州首相に就任した。2009年の州議会選挙でもSPÖが15議席を得て第一党の地位を維持したが、2013年の選挙ではÖVPが第一党となり、同党のヴィルフリート・ハスラウアーが首相に就任した。2024年6月時点の各会派の議席数は、オーストリア国民党12議席、オーストリア自由党（FPÖ）10議席、オーストリア社会民主党7議席、オーストリア共産党 (KPÖ) 4議席、緑の党3議席となっている。

### 州首相一覧
第一共和国での州首相とその在任期間は以下の通り。
- アロイス・ヴィンクラー （CS、1909年7月21日 - 1919年4月23日）
- オスカー・マイヤー （CS、1919年4月23日 - 1922年5月4日）
- フランツ・レアール （CS/VF、1922年5月4日 - 1938年3月12日）

ナチスが設置したザルツブルク帝国大管区の帝国大管区指導者とその在任期間は以下の通り。
- アントン・ヴィンターシュタイガー （NSDAP、1938年3月13日 - 1938年5月22日）
- フリードリヒ・ライナー （NSDAP、1938年5月22日 - 1941年11月29日）
- グスタフ・アドルフ・シェール （NSDAP、1941年11月29日 - 1945年5月4日）

第二共和国の州首相とその任期は以下の通り。
- アドルフ・シェメル （ÖVP、1945年5月23日 - 1945年12月12日）
- アルベルト・ホッホライトナー （ÖVP、1945年12月12日 - 1948年12月4日）
- ヨーゼフ・レアール （ÖVP、1948年12月4日 - 1949年12月1日）
- ヨーゼフ・クラウス （ÖVP、1949年12月1日 - 1961年4月17日）
- ハンス・レヒナー （ÖVP、1961年4月17日 - 1977年4月20日）
- ヴィルフリート・ハスラウアー （ÖVP、1977年4月20日 - 1989年5月2日）
- ハンス・カッチュターラー （ÖVP、1989年5月2日 - 1996年4月24日）
- フランツ・シャウスベルガー （ÖVP、1996年4月24日 - 2004年4月28日）
- ガブリエレ・ブルクシュターラー （SPÖ、2004年4月28日 - 2013年6月19日）
- ヴィルフリート・ハスラウアー（ÖVP、2013年6月19日 - ）

## 地方行政
ザルツブルク州は5つの郡（Bezirk; 行政管区とも訳される。また俗に Gau とも呼ばれる）に分けられる。郡は自治体ではなく、行政事務を処理する州の出先機関である。また州都のザルツブルクは郡に属さない憲章都市（Statutarstadt）に指定されており、郡の業務も独自に処理している。
また、ザルツブルク州を構成する基礎自治体（Gemeinde; ゲマインデ）は合計119ある。このうち11自治体が市（Stadt）、24自治体が町（Marktgemeinde; 市場町）の指定を受けている。

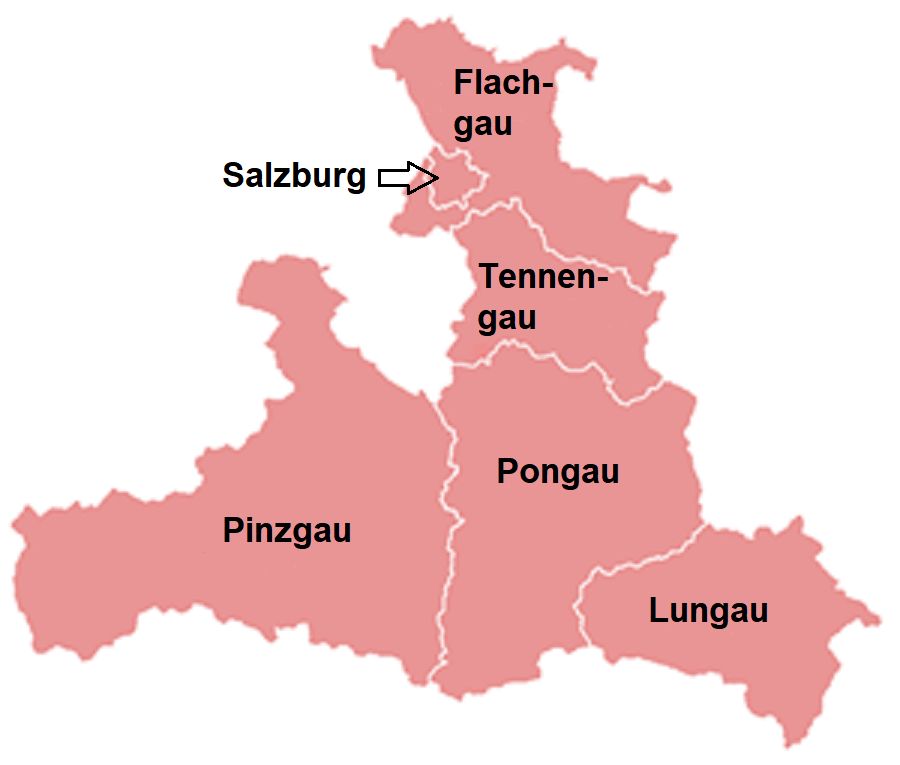
ザルツブルク州の郡および憲章都市の区分

| ナンバープレート | 郡名                                 | 位置 | 郡庁所在地                         | 面積 （km2） | 人口 （2020年1月1日） | 人口密度 | 自治体数 |
| ---------------- | ------------------------------------ | ---- | ---------------------------------- | ------------ | --------------------- | -------- | -------- |
| HA               | ハライン郡                           |      | ハライン                           | 668.31       | 60,824                | 91       | 13       |
| JO               | ザンクト・ヨーハン・イム・ポンガウ郡 |      | ザンクト・ヨーハン・イム・ポンガウ | 1,755.37     | 81,194                | 46       | 25       |
| S                | ザルツブルク                         |      | 憲章都市                           | 65.65        | 155,021               | 2,361    |          |
| SL               | ザルツブルク＝ウムゲーブング郡       |      | ザルツブルク                       | 1,004        | 153,492               | 153      | 37       |
| TA               | タムスヴェーク郡                     |      | タムスヴェーク                     | 1,019.69     | 20,251                | 20       | 15       |
| ZE               | ツェル・アム・ゼー郡                 |      | ツェル・アム・ゼー                 | 2,640.85     | 87,628                | 33       | 28       |

## 交通
- ザルツブルク空港